# Grijze grasmineermot
De grijze grasmineermot (Elachista humilis) is een nachtvlinder uit de familie grasmineermotten (Elachistidae).
De spanwijdte van de vlinder bedraagt tussen de 8 tot 10 millimeter.
De soort komt voor in Europa. In Nederland en België is de soort zeer zeldzaam.

## Waardplanten
De grijze grasmineermot gebruikt diverse grassen en cypergrassen als waardplant.